# Keményffy Gábor
Keményffy Gábor (Komádi, 1958. október 1. –) magyar formatervező művész, művészeti tanár.

## Életrajz
1977-ben kerámia szakon érettségizett a Tömörkény István Művészeti Gimnáziumban, Szegeden. 1983-ban  kerámia, porcelán és üveg szakon szerzett diplomát a Magyar Iparművészeti Egyetemen, ahol mesterei Csekovszky Árpád, Schrammel Imre és Litkei József voltak. 1985-ben az Iparművészeti Egyetem posztgraduális képzését elvégzi Art-Design ügyvezető szakon. 1989-ben a pécsi Janus Pannonius Tudományegyetem retorika szakán szerez diplomát. Mestere Gergely János professzor. Számos köztéri alkotása található Budapesten, Pécsett, Harkányban, Szabadkán, Sellyén és Aranyosgadányban. Felesége Krawcun Halina iparművész, keramikus.

## Ars Poetica
Művészeti hitvallását a kővetkezőképpen fogalmazta meg:
A gondolkodás naturális és absztrakt formája a lételemem. A plasztikában, agyagban, fában, festményben, rajzban az érzelmeim folytatódnak. Négyszáz év múlva... mi marad?

## Végzettség
- Érettségi 1973 -1977 Tömörkény István Művészeti Gimnázium Szeged – Kerámia szak Szaktanár: Fekete János
- Diploma 1978-1983 Magyar Iparművészeti Egyetem (Moholy-Nagy Művészeti Egyetem), Budapest – Kerámia, Porcelán, Üveg szak Mesterek: Csekovszky Árpád, Schrammel Imre, Litkei József
- Diploma 1985 Magyar Iparművészeti Egyetem (Moholy-Nagy Művészeti Egyetem), Budapest – MIF-ART-DESIGN ügyvezető
- Diploma 1989 Janus Pannonius Tudományegyetem Pécs – retorika szak. Mester: Gergely János professzor

## Szakmai élete
- 1983 -1997: Porcelán és Kerámiatervező iparművész, Zsolnai Porcelán Manufaktúra Rt. Pécs
- 2001 Porcelán és Kerámiatervező iparművész, Hollóházi Porcelán Rt, Hollóháza
- 2001-2007 Kerámia és szobrász szaktanár, Zichy Mihály Iparművészeti Szakközépiskola, Kaposvár
- 2004-2005 Vizuális kultúra tanár, Radnóti Miklós Gimnázium, Pécs
- 2007- Szobrász tanár, ANK Alapfokú Művészeti Iskola, Pécs
- Pécs Szellemi szabadfoglalkozású iparművész, agyag- és faszobrász, Pécs

## Tagságai
- Magyar Fiatal Iparművészeti Stúdió
- Magyar Képzőművészeti Alap (MAOE)
- Magyar Képzőművészeti és Iparművészeti Szövetség
- Pécs-Baranya Művészeinek Társasága
- Magyar Keramikusok Társasága

## Művésztelepek, szakmai fórumok
Számos művésztelepen ész szakmai fórumon vett részt, többek között az alábbi városokban: Römhild, Opole, Kedzezi-Kozle, Tulowice, Kecskemét, Siklós, Tállya, Sellye, Aranyosgadány.

## Válogatott egyéni kiállításai
- 1986 Pécs; Kecskemét; Hajdúböszörmény; Nyíregyháza
- 1987 Budapest; Szeged
- 1988 Komló
- 1991 Sopot
- 1995 Opole; Tulowice
- 2006 Posta Palota, Pécs
- 2006 Varga Galéria, Pécs
- 2006 Áfium Étterem, Pécs
- 2006 Hemingway Étterem, Pécs
- 2007 Benczur Hotel, Budapest

## Köztéri tervei
- 2004 Hévízi I. szökőkút terv
- 2005 József Attila síremlék terv
- 2005 Szász Endre síremlék terv
- 2006 Biológiai Kutató intézet szökőkút terve, Szeged

## Köztéri alkotásai
- 1983 Amor, Pécs, Hunyadi utca 2.
- 1983 Fényképezőgép-cégér, Pécs, Hunyadi utca 2. (Eltűnt)
- 1984 Oroszlános virágdézsák, Váci utca, Vörösmarty tér, Budapest
- 1990 Törley-kút, Törley Pezsgőgyár, Budafok-Háros
- 1991 Felirat, címer, Balatonlelle Törley-nyaraló
- 1991 Benczur-fülke, Hotel Benczur, Budapest
- 1996 Eosin díszkút és presszógép, Hotel Taverna, Budapest
- 1997 Eosin díszterem, Aranykacsa Étterem, Pécs
- 1997 Török János kerámia szobrász síremléke, Városi temető, Pécs
- 1997 Aranyló szökőkút, Hajdúszoboszlói Gyógyfürdő
- 1997 „eosin mester” Kovács István síremléke, Városi temető, Pécs (2001-ben ellopták)
- 1998 Eosin órakút, Városháza, Pécs
- 1998 Két falikút rekonstrukciója, Budapest XII. Városmajor utca 59, iskolabelső
- 2000 Harka eosin díszkút, Termál gyógyfürdő előtti park, Harkány
- 2000 Attala-nőalak, Attala
- 2001 Eosin szökőkút díszítőelemek és mozaik, Városháza tér, Szabadka
- 2001 Oroszlános díszkút, magántulajdonban, Keszü
- 2003 Harka díszplasztika, Harkányi Gyógyfürdő, Harkány
- 2005 Absztrakt fej, (3,5m-es fa plasztika), Sellye
- 2006 „Vasarely”, (2,5m-es fa plasztika), Aranyosgadány
- 2006 Bronz cégér és belső enteriőr fa plasztikái, Biokristály étterem, Pécs
- 2007 Krumpli virág, (1,5m-es fa plasztika), Aranyosgadány
- 2007 Fátum, (2,3m-es fa plasztika), Sellye
- 2015 Europa Cantat szobor, Pécs, Kodály Központ előtt
- 2017 Mihály arkangyal, Hetvehely, iskola